# Kenitra
Kenitra (marokkói arabul: قْنيطره, berber: مراکش, francia: Kénitra) város Marokkó északnyugati részén. Rabat mellett, attól ÉK-re, az Atlanti-óceán partjának közelében, a Szebu (Sbu, Sebou) folyó partján fekszik. Lakossága 431 ezer fő volt 2014-ben.
A város a 20. század elején alakult. A francia protektorátus előtt csak egy kasbah volt a területen. 1932–1956 között Port Lyautey-ként volt ismert (a francia Hubert Lyautey kormányzó nevéről).
Itt található az ország egyetlen folyami kikötője – amely az óceántól 16-17 km-re épült – mély merülésű tengeri hajókat is fogad.

## Városrészek
- Médina 
  - Khabazate
  - La Cigogne
  - La cité
- Modern város
  - Mimosa
  - Ville Haute
- Népszerű körzetek
  - Saknia
  - Ouled Oujih
  - Maghrib al Arabi
- Lakónegyedek
  - Bir Rami
  - Ismailia
  - Val fleury

## Fordítás
- Ez a szócikk részben vagy egészben  a   Kenitra című angol Wikipédia-szócikk ezen változatának fordításán alapul.  Az eredeti cikk szerkesztőit annak laptörténete sorolja fel. Ez a jelzés csupán a megfogalmazás eredetét és a szerzői jogokat jelzi, nem szolgál a cikkben szereplő információk forrásmegjelöléseként.